# Театры Брно
В Брно, при населении около 400 000 жителей, больше 15 театров.

## Основные профессиональные коллективы
1. Национальный театр в Брно, хореографическая и музыкальная труппа которого дают представления на сцене театра им. Яначека, а драматические спектакли идут в театре им. Магена. 
2. Труппа Городского театра, имеющая две сцены.
3. Кукольный театр «Радость».
4. Центр экспериментального театра, который в свою очередь объединяет театральные коллективы: «У Столу», «Гусыни на привязи», «Ха-Дивадло».

## Самостоятельные профессиональные театральные труппы
1. «Театр Болека Поливки».
2. «7 с половиной».
3. «Лишень» (по названию городского района).
4. Театр «Поларка».
5. Театр без барьеров «Барка».
6. Театр «Не слышу».
7. Театр «Квелб»
8. Детский театр «Ваньковка»
9. Студия «Марта»
10. Театральная студия «Диалог II».
11. Театр «Г-Студио»
12. Театральная студия «В»
13. Театр «Гусь на привязи»

## Редута
Сцены театрального комплекса Редута используются для концертов, спектаклей, выставок различными театральными коллективами. В 1767 здесь играл двенадцатилетний виртуоз В. А. Моцарт. Современное здание, перестроенное в стиле барокко в 1731-1735 годах, было неоднократно реконструировано.